# Сибелист, Венделинус
Венделинус Сибелист (Венделин Сибелист; Венделинус Иванов(ич) Сибелист; лат. Vendelinus Sybelist; нем. Wendelin Sybelist; 1597 — не ранее 1677) — придворный врач царя Михаила Фёдоровича Романова (1634—1642 и 1644—45) и русский политический агент в европейских странах (1642—1644).

## Биография

### Ранние годы и путешествие в Россию
Родился в 1597 году, изучал медицину в Галле, после чего какое-то время служил при дворе владетельного герцога Фридриха III Гольштейн-Готторпского. Именно Фридрих порекомендовал его русскому царю в качестве врача.
Венделинус Сибелист отправился в Россию в 1633 году в составе свиты голштинского дипломата Филиппа фон Крузенштерна (в состав того же посольства входил и мемуарист Адам Олеарий). Из Любека посольство морем отправилось в Ригу, а оттуда сухопутным путём через Нарву и Великий Новгород в Москву, куда прибыло в марте 1634 году.

### На службе в России
Сибелист прибыл в Москву в составе посольства не только в сопровождении четырёх слуг, но и в сопровождении жены, так как планировал надолго остаться в России. Вскоре он был представлен царю Михаилу Фёдоровичу, который назначил его своим лейб-медиком и осыпал дорогими подарками: отрезами бархата, атласа, тафты, сукна, деньгами и соболями. Сибелисту было назначено жалованье 250 рублей в год и 50 рублей «столовых денег»; кроме того, Сибелист бесплатно получал из царской казны припасы: хлеб, рыбу, дичь, домашнюю птицу, а также напитки, а именно: вино, пиво, хмельной мёд, «и иные питья»; ему также была подарена верховая лошадь с полной сбруей.
Поступив на службу, Сибелист оправдал возлагавшиеся на него надежды и в течение восьми лет оберегал здоровье царя; в 1643 году он писал боярину Шереметеву, что он «его царского величества природу знает и восемь лет служит». Затем, 21 октября 1641 года, он подал просьбу об увольнении на родину, мотивируя её желанием увидеть престарелого отца и тестя; при этом он просил выдать ему рекомендательную грамоту и проводников до Новгорода и позволить его брату Мартину Сибелисту прибыть в Россию, для того, чтобы заменить его.
В феврале 1642 году царь удовлетворил просьбу лейб-медика отпустил его с богатыми дарами (одних соболей было подарено ему по тогдашней цене на 350 рублей) и приказал пяти стрельцам проводить его до немецкой границы.

### Дипломатический агент в Европе
Необычным было то, что и заграницей Сибелист продолжил служить царю. Опытный медик, который за время пребывания в России стал очень обеспеченным человеком, два года путешествовал по Европе, где его принимали в аристократических домах. Россия в то время была далёкой и экзотической страной, людей, побывавших в России лично, в Европе западнее Польши было мало. Россия манила европейцев своими товарами: в первую очередь, мехами, а также тем, что контролировала сухопутный и речной (Волжский) коридор для торговли с Востоком. Иностранные аристократы и придворные охотно расспрашивали Сибелиста о России, а в ответ делились своими планами, далеко не всегда дружественными. Им не было известно, что Сибелист продолжает получать от царя годовое жалование, а взамен докладывает обо всех важных вещах, которые увидел и услышал, в письмах в Москву к ближнему боярину Шереметеву.
Поручения, выполнявшиеся Сибелистом, были вообще довольно разнообразны. В Германии он закупал для России аптекарские материалы и пригласил на русскую службу доктора Иоганна Белау, в Дании должен был разузнать об отношении датского двора к возможности брака русской царевны Ирины с Вальдемаром Датским (этот брачный союз не состоялся, так как стороны не смогли договориться о вероисповедании будущих супругов). В письмах в Россию Сибелист также делился с Шереметевым (и царём Михаилом) тем, что мог узнать о настроениях касательно России при европейских дворах.
Так, в одном из писем, Сибелист уведомлял боярина Ф. И. Шереметева, что он совершил путешествие по Голландии и Франции и узнал следующее: король польский желает отправить посольство в Персию, чтобы укрепиться против турок; Польша, следовательно, строит в Подолии крепости более от турок, чем от русских; иезуиты со своей стороны не проводят времени напрасно, они стремятся подкрепить поляков и мечтают о господстве над Россией. В том же письме Сибелист говорит о голландцах, что они, не довольствуясь прибыльной Ост-Индской торговлей, желают торговать с Персией по Волге через Астрахань. Голландцы, пишет далее Сибелист, давно хотят получить право беспошлинного проезда от Архангельска к Нижнему Новгороду и Волге, а если получится, то и забрать его силой. Сибелист, в вежливо-иносказательной форме, рекомендует царю построить военный флот на Белом море и выстроить на этом направлении несколько крепостей.

### Возвращение в Россию
За годы путешествий по Европе Сибилисту предлагали поступить на голштинскую и на датскую службу, но лекарь считал своим долгом вернуться в Россию. В 1644 году Сибелист действительно вернулся вместе с женой, дочерью и слугами. По приезде он получил новые подарки, прибавку к жалованью и другие милости.
Однако, в 1645 году царь Михаил Фёдорович скончался. Ему было всего 49 лет, и, хотя царь не отличался хорошим здоровьем, его наследник, видимо, полагала, что Сибелист мог бы постараться лучше. Осознавая шаткость своего положения, Сибелист 20 января 1646 года подал царю Алексею Михайловичу прошение об увольнении в отставку для последующего возвращения на родину. При этом он просил о столь же щедрых милостях на последок, какие были оказаны до него доктору Ди. Просьба Сибелиста была исполнена: при отставке он получил новые подарки и царскую похвальную грамоту, в которой описывались его выдающиеся навыки врача.

### Отставка и последующая жизнь
Уехав из России, Сибелист успешно продолжал свою карьеру. В 1652—1655 годах он был придворным медиком в Брауншвейг-Вольфенбюттеле, в 1660—63 — шведским обер-фельдмедиком в Риге, где служил под началом графа Делагарди. В 1663—67 годах Сибелист был лейб-медиком шведского короля в Стокгольме, а в 1667—77 годах вёл в Гамбурге врачебную частную практику и лечил богатых негоциантов этого города.
Известны два сочинения Сибелиста: «Manuale hermeticum s. liquoris Alcahest scrutinium», написанное на латыни и напечатанное в Вольфенбюттеле в 1655 году, и «Sylloge commentariorum in Gebrum et Lollium», оставшееся неизданным.